# Polyrhachis biroi
Polyrhachis biroi är en myrart som beskrevs av Auguste-Henri Forel 1907. Polyrhachis biroi ingår i släktet Polyrhachis och familjen myror.

## Underarter
Arten delas in i följande underarter:
- P. b. atra
- P. b. bidentata
- P. b. biroi